# Albert Bousser
Albert Bousser, né le 8 février 1906 dans la localité de Alzingen à Hesperange (Luxembourg) et mort le 2 mai 1995 à Luxembourg (Luxembourg), est un cheminot, syndicaliste et homme politique luxembourgeois, ancien président du Parti ouvrier socialiste luxembourgeois (LSAP) de 1952 à 1954.

## Biographie
Albert Bousser fait ses études à Paris, au sein de l'École du génie civil où il obtient un diplôme d'ingénieur. Il rejoint ensuite la Société nationale des chemins de fer luxembourgeois (CFL) en tant qu'inspecteur divisionnaire technique, profession qu'il exerce jusqu'en 1969. Il adhère à la Fédération nationale des cheminots, travailleurs du transport, fonctionnaires et employés luxembourgeois (FNCTTFEL) dont il devient un des secrétaires de 1945 à 1954 puis, le président de 1954 à 1964.
Du 15 juillet 1964 au 1er février 1969, Albert Bousser est ministre des Travaux Publics, des Transports, des Postes et des Télécommunications dans le gouvernement dirigé par Pierre Werner,.

## Décoration
- Chevalier de l'ordre de la Couronne de chêne (Luxembourg, 1956)